# Blikman & Sartorius

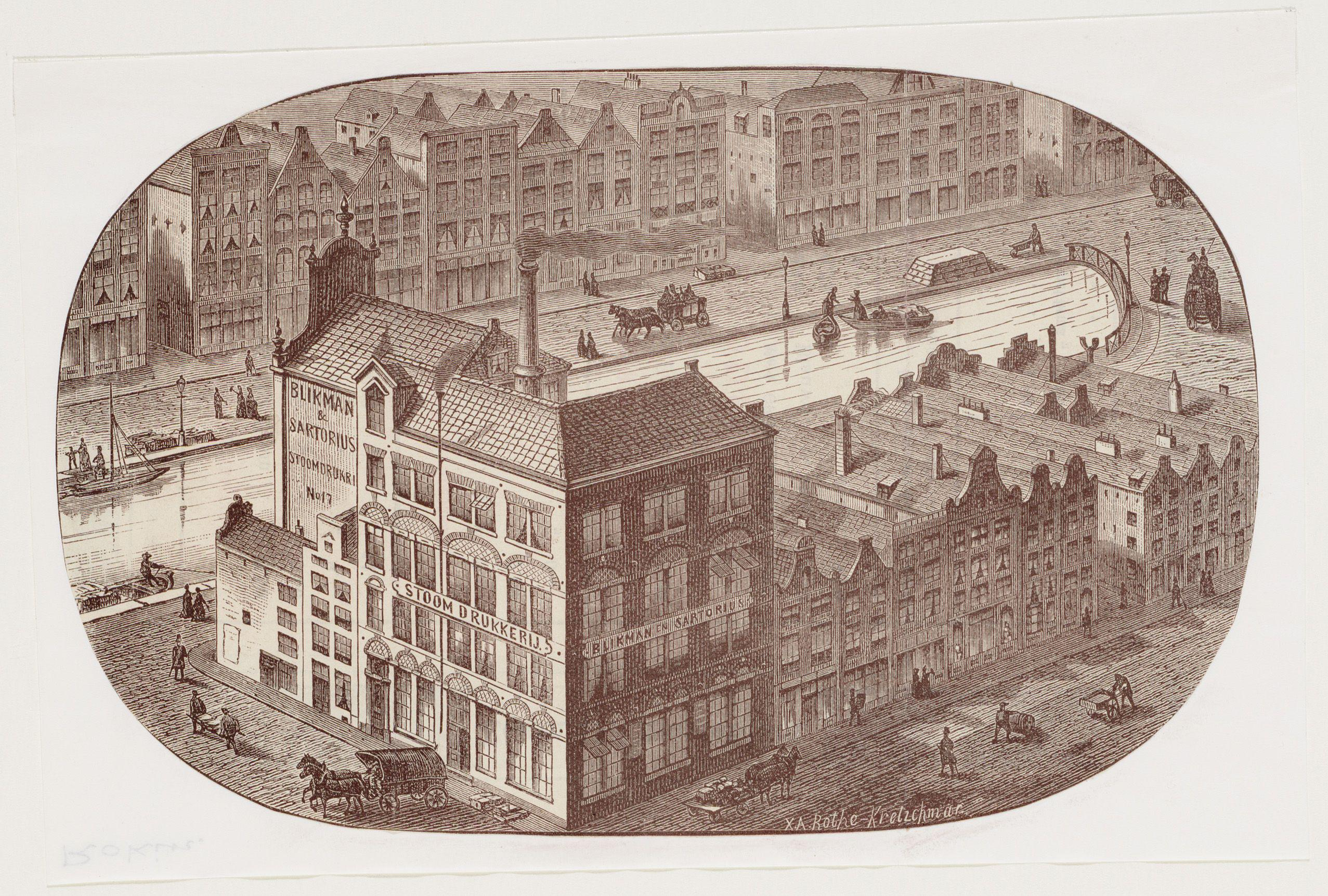
Stoomdrukkerij Blikman en Sartorius. Tekening van het complex van Nes, Nadorststeeg en een open Rokin rond 1882

Firma Blikman & Sartorius was een Nederlandse drukkerij en boekbinderij. De firma stond aan het Rokin en had een fabriek in Sloterdijk.

## Blikman
De voorganger van deze Amsterdamse firma Blikman werd in 1749 opgericht door Hendrik Willem Dronsberg (1722-1788). In 1749 zette hij de kantoorboekhandel van zijn echtgenote E. Stuurman voort als papierhandel. De handel bestond uit (gezegeld) papier, plakzegels, kantoorboeken, formulieren, inkt en pennen. Tot de klanten behoorden particulieren, makelaars in onroerend goed en kooplieden op de Amsterdamse beurs. Daarnaast werd goedkoop drukwerk verkocht aan een groot publiek. 

## Blikman en Sartorius
Hendrik Willems zoon Pieter Hendrik Dronsberg was tussen 1788 en 1798 stadsdrukker te Amsterdam en Hendrik Blikman (1789-1854) was vanaf ongeveer 1813 uitgever van de Algemene Amsterdamsche Stadsprijscourant van koopmanschappen.
In 1840 werd het bedrijf vernoemd naar Hendrik Blikman en diens compagnon Johannes Christophel Sartorius. Het bedrijf had een boekbinderij en drukkerij aan het Rokin en een fabriek in Sloterdijk.
Toen Hendrik Blikman op 8 februari 1854 overleed, liet hij het bedrijf na aan zijn twee kleinzoons, Sijbrand de Flines en William Marten Westerman. Deze Westerman vertaalde Engelse kinderboeken naar het Nederlands en was redacteur van de Bato, Tijdschrift voor jongens. Na het overlijden van compagnon Westerman in 1672, werd diens plaats ingenomen door Sijbrands broer, E.W. de Flines (1847–1917). 
Vanaf het midden van de negentiende eeuw breidde de handel in kantoorartikelen zich uit, mede door de export naar Nederlands Indië en Zuid-Afrika. Hoofdzaak bleef de binnenlandse markt waarbij een eerste aanzet tot een verkooporganisatie werd gegeven. Er kwamen vertegenwoordigers in dienst en er werden kantoorartikelen in depot gegeven bij boekhandelaren in de grotere provinciesteden. In 1866 werden een lijnerij en binderij geopend voor het vervaardigen van kantoorboeken uit halffabricaat. Deze werkplaats zou uitgroeien tot een stoomdrukkerij. Deze drukkerij maakte in hoofdzaak drukwerk in opdracht, zoals veilinglijsten, veilingaffiches, almanakken, kantoorboeken, jaarverslagen en kranten. 
In 1891 werden de huizen Rokin 15, 17 en 19 door een monumentaal nieuw bedrijfspand nder toezicht van verving architect G.B. Salm.
Tot 1913 bleven alle werkzaamheden geconcentreerd in twee hoofdvestigingen in het centrum van Amsterdam. De winkel en het kantoor zaten aan de kant van het Rokin, de drukkerij aan de Nes. Deze hoofdvestigingen stonden tegenover elkaar op het Rokin en waren met elkaar verbonden door een luchtbrug.
Twintigste eeuw

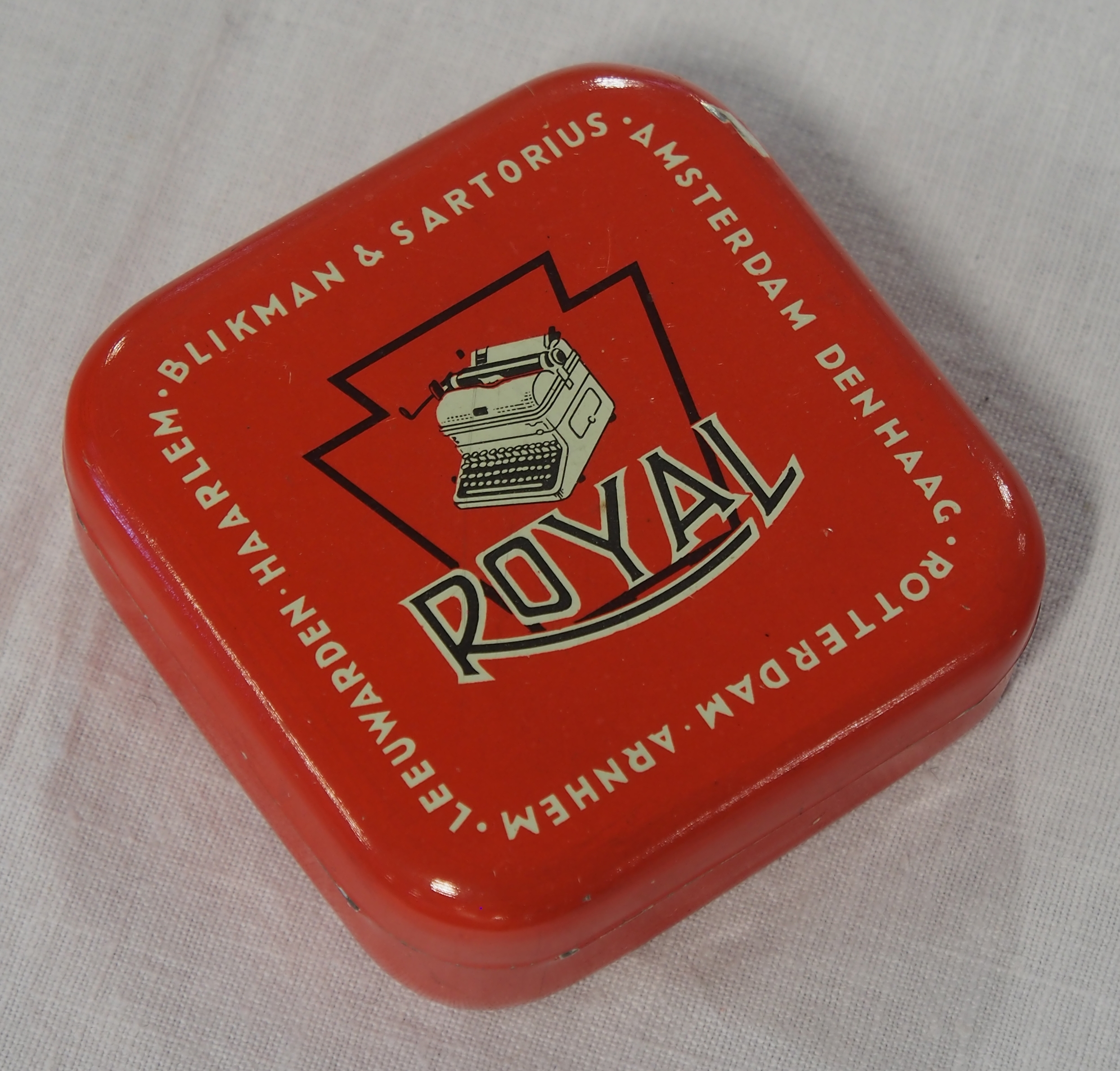
Typemachinelint blikje van B & S

Na 1900 vond groei plaats door de technische vernieuwingen op de kantoorboekhandelmarkt en binnen de drukkerij. Tot 1904 bleef B& S een familiebedrijf, daarna werd het een naamloze vennootschap om op de kapitaalmarkt geld te kunnen lenen. 
In 1904 werd de firma omgezet in een Naamloze Vennootschap, maar de band tussen familie en bedrijf bleef nog geruime tijd gehandhaafd.
B&S werd een handelsbedrijf in kantoorartikelen, -meubelen en -machines. Het bedrijf produceerde in hoofdzaak voor de kantoorboekhandels. Daarbij werd de aandacht verlegd naar kantoormachines en –meubilair. Ook kwamen er toonzalen in andere steden: Arnhem, Den Haag, Leeuwarden, Haarlem en in Rotterdam aan de Van Oldenbarneveldtstraat 39. De Rotterdamse toonzaal die een enkele jaren later In aan de Schiedamsesingel 75 werd geopend, ging bij het bombardement in 1940 verloren. In 1950 werd een bijkantoor met toonzaal aan de Witte de Withstraat gevestigd. Het nieuwe gebouw werd ontworpen door de Rotterdamse architect Kees Elffers.
Blikman & Sartorius werd in 1958 overgenomen door de N.V. Internationale Crediet- en Handelsvereeniging Rotterdam en uiteindelijk werd zij een werkmaatschappij van deze N.V.
In 1970 werd B&S onderdeel van N.V. Internatio-Müller; de kantoordivisie bleef wel actief onder de naam Blikman & Sartorius.

## De Flines

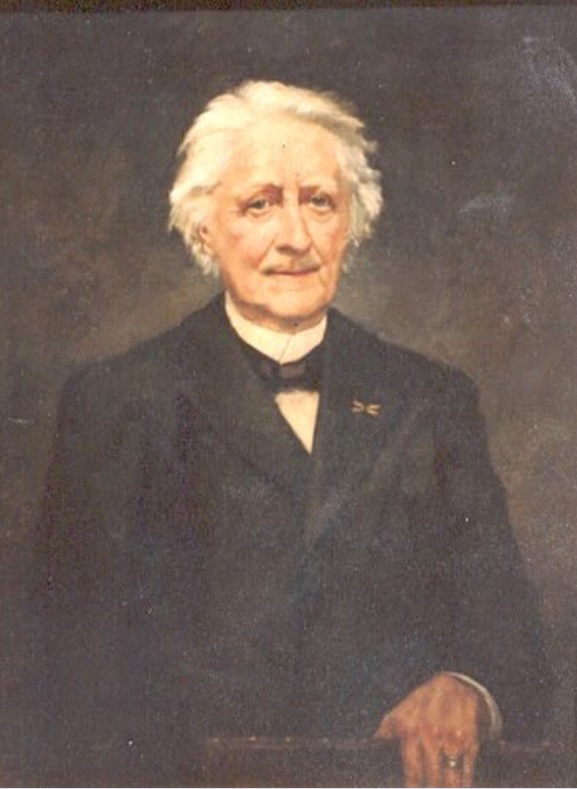
Sijbrand Allegondus de Flines

Als handelsmaatschappij in apparatuur ten behoeve van de grafische sector behield de firma haar oorspronkelijke naam Blikman & Sartorius, maar het waren leden van de aangetrouwde familie De Flines die het bedrijf vanaf 1860 leidden. 
Na het overlijden van Hendrik Blikman in 1854 werd zijn kleinzoon Sijbrand Allegondus de Flines (1835-1917) opgenomen een van de deelgenoten in de kantoorboekhandel en uitgeverij. Hij zou ruim zestig jaar nauw verbonden blijven aan het bedrijf verbonden. Eerst als directeur, daarna als president-commissaris. Bij zijn 50-jarig jubileum kreeg Sijbrand Allegondus de Flines een gedenkboek aangeboden, waarin de geschiedenis van het bedrijf was vastgelegd. Naast zijn werk bekleedde hij een aantal bestuurlijke functies. Sijbrand was ridder in de Oranje Nassau orde.
Onder hem werden enkele belangrijke nieuwe afdelingen opgericht, waardoor hij in feite de grondlegger was van het bedrijf zoals dat in de twintigste eeuw bestond. Zijn bedrijfsvoering leverde hem ook persoonlijk voordeel op; in 1888 en 1889 werd hij vermeld onder de hoogstaangeslagenen van Noord-Holland. 
Drie van Sijbrands vier zoons werden in de directie gekomen. Zijn vierde zoon, en elk van de drie schoonzoons, hadden zitting in de raad van commissarisen. De oudste zoon Adriaan was lid van de Kamer van Koophandel en hield zich bezig met de planologische ontwikkeling en verfraaiing van Amsterdam. Zo maakte hij zich sterk voor een nieuwe Beurs en een grote boulevard over het Damrak, de Dam en het Rokin. Vanaf 1912 bleef de familie De Flines slechts door Jan de Flines vertegenwoordigd in de directie van het handelsbedrijf. Onder diens bewind groeide B&S onder meer door uitbreiding op het gebied van kaart- en opbergsystemen, kantoormachines en kantoormeubelen. Aan de Haarlemmervaart bij Sloterdijk werd een fabriek gebouwd en in meerdere steden in het land werden toonzalen geopend. In 1933 werd Jans oudste zoon André Quirin (Rijn) de Flines (1907-1990) benoemd tot directeur van B&S. Hij was de laatste van de familie De Flines die deze functie bekleedde. Nadien zou hij directeur worden van handelsfirma in kantoorbehoeften Wed. J. Ahrend & Zoon Holding N.V.. 

## Boek
Over de familie De Flines verscheen het boek S. A. de Flines. Chef der firma Blikman & Sartorius, 1854- 9 februari-1904, Amsterdam 1904